# Drakes Bay
Drakes Bay (« baie de Drake ») est une baie de Californie, aux États-Unis. Elle se situe dans le Point Reyes National Seashore. Le Drakes Estero (en) est situé à proximité immédiate.
Sous le nom de Drakes Bay Historic Archaeological District, le site est inscrit au Registre national des lieux historiques et est un National Historic Landmark.
Cette baie pourrait être la Nouvelle-Albion de Francis Drake.

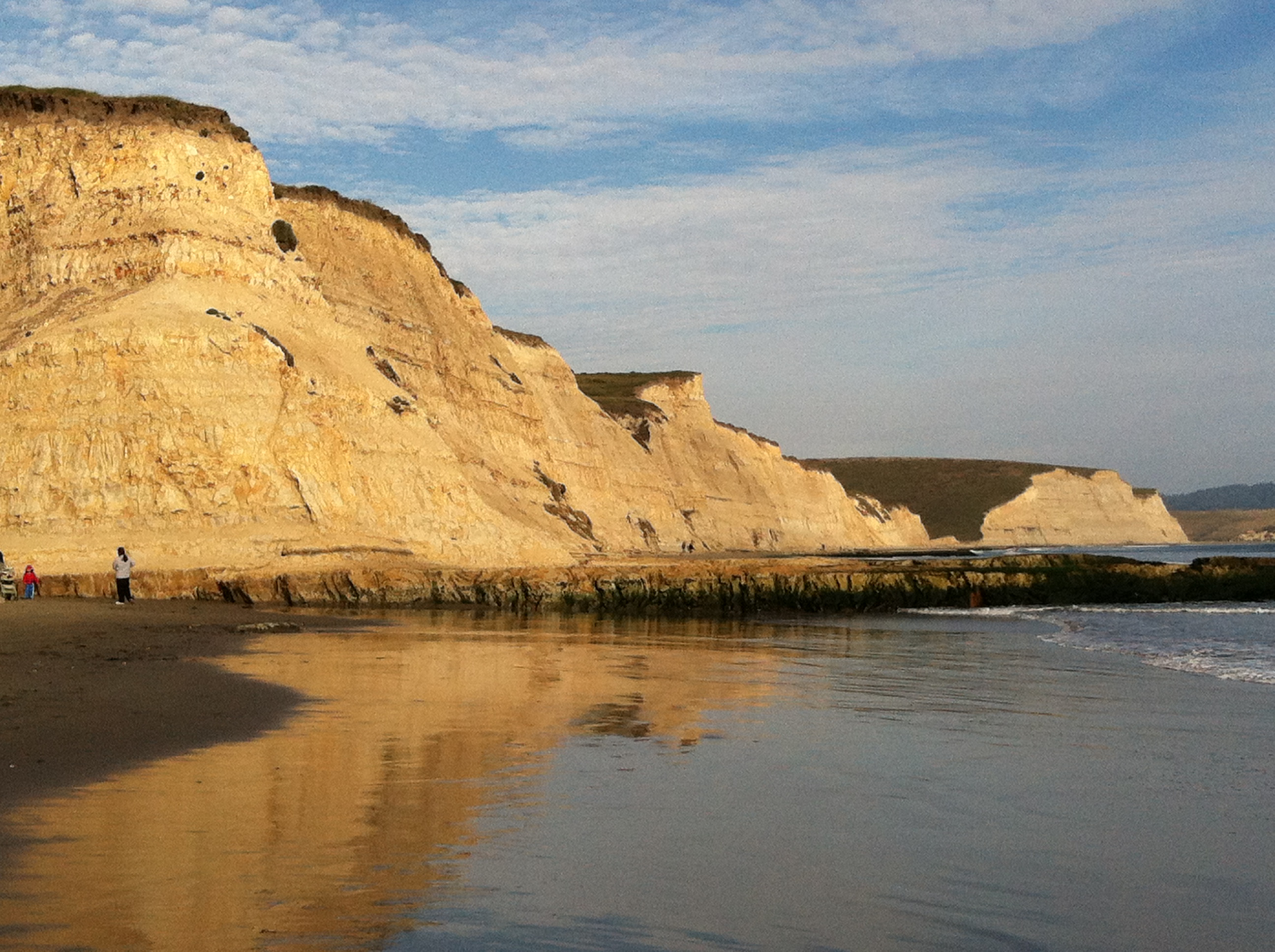
Falaises de Drakes Bay.